# Dietmar Hexel
Dietmar Hexel (* 21. November 1949 in Soltau) ist Organisationsentwickler und deutscher Gewerkschafter. Von 2002 bis Mai 2014 war er Mitglied des geschäftsführenden DGB-Bundesvorstandes und von 2007 bis 2011 Mitglied des SPD-Parteivorstandes.
In den Jahren 2002 bis 2015 gehörte er der Regierungskommission Deutscher Corporate Governance Kodex (DCGK) an.

## Leben und Beruf
Nach seiner Ausbildung zum Chemielaboranten bei der Hoechst AG in Frankfurt am Main trat Dietmar Hexel in die SPD ein und war in der Jugend- und Bildungsarbeit beim DGB und der IG Chemie-Papier-Keramik in Hessen aktiv, u. a. als Vorsitzender des Frankfurter Jugendringes. Im Jahr 1968 trat er in die SPD ein. Berufsbegleitend studierte er Sozialarbeit an der FH Frankfurt am Main 1980 wechselte er zum Hauptvorstand der IG Chemie – jetzt IG BCE – und leitete unter Werner Vitt die Betriebsräteabteilung. 1986 holte ihn Franz Steinkühler für ein Modernisierungsprojekt der IG Metall nach Frankfurt am Main. Unter Steinkühler, Klaus Zwickel und Jürgen Peters war er ab 1991 Organisationschef der IG Metall. Im Jahr 2002 wurde er Mitglied des Geschäftsführenden Bundesvorstands des DGB in Berlin.
Im DGB-Bundesvorstand war er für Struktur-, Industrie- und Dienstleistungspolitik mit Energie-, Umwelt- und Klimapolitik, für Mitbestimmung, Corporate Governance und CSR, die gewerkschaftliche Organisationspolitik und -entwicklung, Personal, die interne Revision sowie die DGB-Rechtsschutz GmbH verantwortlich. Mit dem Projekt Trendwende startete er 2005 Maßnahmen zur Stärkung der DGB-Gewerkschaften.
Er war unter anderem Mitglied im Verwaltungsrat der Bundesagentur für Arbeit, Nürnberg, Sachverständiges Mitglied der Bundestags-Enquete-Kommission „Wachstum, Wohlstand, Lebensqualität“, Kuratoriumsvorsitzender der Europäischen Akademie der Arbeit (EAdA) in der Universität Frankfurt am Main sowie Mitglied des Nominierungsausschusses der DPR e.V. („Bilanzpolizei“). 2005 bis Juni 2017 war Dietmar Hexel stellvertretender Vorsitzender des Aufsichtsrats des Stahlkonzerns Georgsmarienhütte Holding GmbH. Er war Mitglied mehrerer Aufsichtsräte (Ingersoll GmbH, Alstom GmbH, RAG Aktiengesellschaft). Er ist verheiratet und arbeitet heute als Supervisor und hypno-systemischer Coach in Emmendingen/Breisgau.

## Schriften (Auswahl)
- Wirecard – lösbar mit mehr Kontrolle? Börsenzeitung, 5. September 2020, 4.
- „Agile Mitbestimmung“ – §28a BetrVG als Chance für mehr Selbstorganisation und Emanzipation der Arbeitnehmer, in: Arbeit und Recht 2019 (6), 255–263.